# Irakli Machkhaneli
Pas d'image ? Cliquez ici

a Compétitions nationales et continentales officielles uniquement.

b Matchs officiels uniquement.
Dernière mise à jour le 5 octobre 2013.
Irakli Machkhaneli (en géorgien : ირაკლი მაჩხანელი et phonétiquement en français : Irakli Matchkhanéli), né le 18 juillet 1981 à Tbilissi, est un joueur de rugby à XV international géorgien qui évolue au poste d'ailier.

## Biographie
Irakli Machkhaneli dispute son premier match avec l'équipe de Géorgie le 3 février 2002 contre l'équipe des Pays-Bas.

## Palmarès
- montée en federale 3 avec le RAC Chateauroux en 2002
- Champion de Fédérale 1 avec CA Saint-Étienne en 2010

## Statistiques en équipe de Géorgie
(au 24/08/11)
- 66 sélections en équipe de Géorgie depuis 2002.
- 110 points (22 essais)
- En coupe du monde :
  - 2003 : 4 sélections (Angleterre, Samoa, Springboks, Uruguay)
  - 2007 : 3 sélections (Argentine, Irlande, Namibie) et 5 points (1 essai)
  - 2011 : 2 sélections (Écosse, Angleterre)